# Lungomare, Pula
44°51′14.5″N 13°49′31.3″E / 44.854028°N 13.825361°E
Lungomare je 4 km dugo obalno šetalište u Puli koje se proteže od gradskog kupališta Valkane pa sve do Gortanove uvale i dalje do Valsalina. Nezaobilazno šetalište mnogih Puljana smjestilo se između guste borove šumice (Pinus halepensis) s jedne, i prirodne stjenovite morske obale s druge strane. Danju se ovdje mogu zateći brojni šetači, od malene djece pa sve do starijih ljudi.
Uz šetalište, koje je visokim rubnjacima uzdignuto od ceste, mogu prometovati vozila samo u jednom smjeru. 
Aktivniji ljudi željni uzbuđenja mogu odabrati put krivudavim stazicama kroz okolnu šumicu preskačući grmiće zelenike, tršlje, lemprike i provlačeći se kroz spletove tetivike, lonicere i bršljana.
Otkad su 1994. godine u ovom dijelu postavljeni javna rasvjeta i drugi urbani elementi (klupe, košarice i javne govornice), i u kasnim večernjim satima ovdje je vrlo živo. Tada se tu sastaje mlada generacija prije večernjih izlazaka.